# Arctosa binalis
Arctosa binalis este o specie de păianjeni din genul Arctosa, familia Lycosidae, descrisă de Yu și Song, 1988. Conform Catalogue of Life specia Arctosa binalis nu are subspecii cunoscute.